# Thomas Wentworth Higginson
Thomas Wentworth Higginson (n. 22 decembrie 1823, Cambridge, Massachusetts, SUA – d. 9 mai 1911, Cambridge, Massachusetts, SUA), care se numea Wentworth,:52 a fost un predicator unitarian, autor, aboliționist militant, politician și soldat american. El a fost activ în aboliționismul în Statele Unite în anii 1840 și 1850. A fost membru al grupului Secret Six care l-a susținut pe John Brown. În timpul Războiului Civil American, a fost colonel al primului regiment de afro-americani (1st South Carolina Volunteers) care a fost autorizat federal, între 1862 și 1864. După război, a scris despre experiențele sale cu soldații afro-americani și și-a dedicat o mare parte din restul vieții luptei pentru drepturile oamenilor eliberați, ale femeilor și ale altor popoare lipsite de drepturi. El este, de asemenea, amintit ca un mentor al poetei Emily Dickinson.

## Lucrări scrise (selecție)
- „A Ride Through Kanzas” (1856)
- „Going to Mount Katahdin”, Putnam's Monthly (September 1856), vol. VIII, pp. 242–256.[14]
- „The Story of Denmark Vesey”, The Atlantic Monthly (1861)
- Outdoor Papers (1863)
- The Works of Epictetus (1866)
- Malbone: an Oldport Romance (1869)
- Army Life in a Black Regiment (1870)[11]
- Atlantic Essays (1871)
- Oldport Days (1873)
- A Book of American Explorers (1877)
- Common Sense About Women (1881)
- Margaret Fuller Ossoli[11] (in American Men of Letters series, 1884)
- A Larger History of the United States of America to the Close of President Jackson's Administration (1885)
- The Monarch of Dreams (1886)
- Travellers and Outlaws (1889)
- The Afternoon Landscape (1889), poezii și traduceri
- Life of Francis Higginson (în Makers of America, 1891)
- Concerning All of Us (1892)
- The Procession of the Flowers and Kindred Papers (1897)
- of the Enchanted Islands of the Atlantic (1898)
- Cheerful Yesterdays (1898)[11]
- Old Cambridge (1899)
- Contemporaries (1899).
- Henry Wadsworth Longfellow[11] (in American Men of Letters series, 1902)
- John Greenleaf Whittier[11] (1902)